# Woman (chanson de Toni Braxton)
Pour les articles homonymes, voir Woman.
Singles de Toni Braxton
Hands Tied
(2010) I Heart You
(2012)
Woman est une chanson de la chanteuse Toni Braxton, sortie le 28 juin 2010. La chanson est le 4e single, extrait de l'album Pulse. Elle est écrite par Steve Mac, Wayne Hector et composée par Steve Mac, David Foster. Ce titre est une reprise de Delta Goodrem.

## Composition
"Woman" est une ballade pop qui parle de ses désirs en tant que femme.

## Performance commerciale
La chanson ne parvient pas à se classer dans les charts américains.

## Vidéoclip
La vidéo qui illustre la musique, dévoile Toni Braxton en train de chanter la chanson en live dans un studio accompagnée de ses musiciens. Toni Braxton Woman official vidéo Youtube

## Pistes et formats
Téléchargement
1. "Woman" — 4:09